# Harvey Nichols
Harvey Nichols is een Britse keten van luxe warenhuizen, opgericht in 1831. De hoofdvestiging is in Knightsbridge, Londen. Het warenhuis verkoopt designermode voor mannen en vrouwen, modeaccessoires, schoonheidsproducten, wijnen en luxe voedingsmiddelen. Het is eigendom van het luxegoederenbedrijf Dickson Concepts uit Hongkong. Harvey Nichols heeft 14 locaties wereldwijd.

## Geschiedenis
Het bedrijf werd opgericht door Benjamin Harvey als een linnenwinkel in Knightsbridge. Hij stierf in 1850 en liet het bedrijf achter aan zijn vrouw Anne, die een partnerschap aanging met hun schoonzoon, James Nichols om zo Harvey Nichols & Co. te vormen. 
In 1889 werd het bestaande pand gesloopt om plaats te maken voor een nieuw warenhuis. Het gebouw is ontworpen door C. W. Stephens en tussen 1889 en 1894 in fasen gebouwd. In 1920 werd Harvey Nichols gekocht door Debenhams en in 1985 werd Debenhams, inclusief Harvey Nichols, overgenomen door de Burton Group. In oktober 1991 nam Dickson Poon van Dickson Concepts Harvey Nichols over van de Burton Group voor £ 53,6 miljoen.
Op 17 februari 2014 trad Stacey Cartwright in dienst bij Harvey Nichols als CEO van de Harvey Nichols Group of Companies. Zij verving Joseph Wan, die 21 jaar lang de functie van CEO bekleedde en eind maart 2014 met pensioen ging. Zij verliet het bedrijf op 30 april 2018 en droeg de controle over het bedrijf over aan Daniela Rinaldi en Manju Malhotra. Onder hun leiding genereerde Harvey Nichols £229 miljoen voor het jaar tot en met 30 maart 2019, een stijging van negen procent ten opzichte van het jaar ervoor. 
In november 2019, nadat Daniela Rinaldi ontslag nam bij het bedrijf, werd Manju Malhotra de enige CEO, in nauwe samenwerking met uitvoerend directeur Pearson Poon. Op 16 augustus 2023 werd aangekondigd dat Manju Malhotra Harvey Nichols aan het einde van het jaar zal verlaten na meer dan 25 jaar voor het bedrijf te hebben gewerkt. Pearson Poon werd vervolgens benoemd tot vice-voorzitter.

## Locaties
De hoofdvestiging is in Knightsbridge, niet ver van concurrent Harrods. In 1996 opende Harvey Nichols zijn eerste zelfstandige restaurant in Londen, in het OXO Tower Restaurant, Bar and Brasserie. In hetzelfde jaar werd de eerste winkel buiten Londen geopend in Leeds, deze werd Knightsbridge of the North genoemd. Het bedrijf had de ambitie om uit te breiden naar Schotland en daarom werden verschillende potentiële locaties in Edinburgh en Glasgow overwogen. Uiteindelijk kocht het bedrijf een terrein aan St Andrew Square in Edinburgh. De winkel werd in de zomer van 2002 geopend.
Na de bomaanslag in 1996 in het centrum van Manchester, werd het stadscentrum daar herontwikkeld. Harvey Nichols kondigde in 2000 aan dat ze een 9.000 m² grote winkel wilden openen om de wederopbouw te helpen. De winkel opende in 2002 aan de New Cathedral Street, naast de concurrent Selfridges. Sinds 2001 is Harvey Nichols te vinden in The Mailbox in Birmingham. In 2012 testte Harvey Nichols een 2.000 m² grote winkel in Liverpool One, dat inmiddels een permanente vestiging is geworden.
| Locatie              | Plaats     | Land                         | Geopend | Gesloten |
| -------------------- | ---------- | ---------------------------- | ------- | -------- |
| The Mailbox          | Birmingham | Engeland                     | 2001    |          |
| Cabot Circus         | Bristol    | Engeland                     | 2008    |          |
| Victoria Leeds       | Leeds      | Engeland                     | 1996    |          |
| Liverpool One        | Liverpool  | Engeland                     | 2012    |          |
| Knightsbridge        | Londen     | Engeland                     | 1831    |          |
| New Cathedral Street | Manchester | Engeland                     | 2002    |          |
| St Andrew Square     | Edinburgh  | Schotland                    | 2002    |          |
| Dundrum Town Centre  | Dublin     | Ierland                      | 2005    |          |
| The Landmark         | Hongkong   | Hongkong                     |         |          |
| Pacific Place        | Hongkong   | Hongkong                     |         |          |
| Al Faisaliah Center  | Riyad      | Saoedi-Arabië                |         |          |
| Mall of the Emirates | Dubai      | Verenigde Arabische Emiraten | 2006    |          |
| The Avenues          | Koeweit    | Koeweit                      | 2009    |          |
| Doha Festival City   | Doha       | Qatar                        | 2018    |          |
| Grand Indonesia Mall | Jakarta    | India                        | 2008    | 2010     |
| Bakoe                | Bakoe      | Azerbeidzjan                 | 2015    | 2015     |
| Kanyon Shopping Mall | Istanbul   | Turkije                      | 2006    | 2021     |
| Next Level           | Ankara     | Turkije                      | 2017    | 2020     |